# Alberto Chaparro Meléndez
Alberto Chaparro Melendez fue un político peruano.
Fue elegido senador por Junín en las elecciones de 1956 en los que salió elegido Manuel Prado Ugarteche. Su mandato se vio interrumpido días antes de que terminara por el golpe de Estado realizado por los generales Ricardo Pérez Godoy y Nicolás Lindley. Se presentó como candidato a la Asamblea Constituyente de 1978 sin éxito.
El 19 de abril de 1961 fue condecorado con la Orden del Sol del Perú en grado de Gran Cruz.